# Альмагест
Альмаге́ст (араб. аль-Маджісті, лат. Almagestum, грец. Μεγιστη Συνταξις — «Велика побудова») — назва основного твору давньогрецького астронома Птолемея, написаного в середині II ст.
В «Альмагесті» зібрано астрономічні теорії древніх греків, результати досліджень самого Птолемея і вміщено зоряний каталог Гіппарха, доповнений Птолемеєм до 1022 зір — найдавніший, що дійшов до нас. Також в «Альмагесті» викладено Птолемеєву геоцентричну систему світу, математичну теорію руху планет навколо нерухомої Землі, яка давала змогу обчислювати їх розташування на небосхилі із високою точністю. Теорія була панівною до XVI ст. тобто майже півтори тисячі років. Лише в XVI столітті вона почала витіснятись геліоцентричною системою світу Коперника.

## Назва
Назва походить від арабського اَلْمَجِسْطِيّ al-majisṭī, де اَلـ al- є визначеним артиклем, а majisṭī є спотвореним грецьким μεγίστη megístē 'найбільший'. Арабська назва була популяризована латинським перекладом, відомим як Almagestum, зробленим у XII столітті з арабського перекладу, який використовували до появи у XV столітті оригінальних грецьких копій.
Спочатку твір називався Μαθηματικὴ Σύνταξις грецькою мовою койне й новогрецькою, а латиною був відомий як Syntaxis Mathematica. Пізніше трактат отримав назву Ἡ Μεγάλη Σύνταξις (Hē Megálē Sýntaxis), «Великий трактат» (латинська Magna Syntaxis). Найвищий ступінь цього прикметника (Greek: μεγίστη, «найбільший») походить від арабської назви. Від неї ж утворилась і українська назва "Альмагест".

## Історія
Текст був написаний, ймовірно, близько 150 р. н. е. Він зберігся у вигляді копій. Найдавніша копія датується IX століттям. Після цього текст перекладали арабські вчені. Збереглися арабські копії XI та XIII століть.

## Зміст

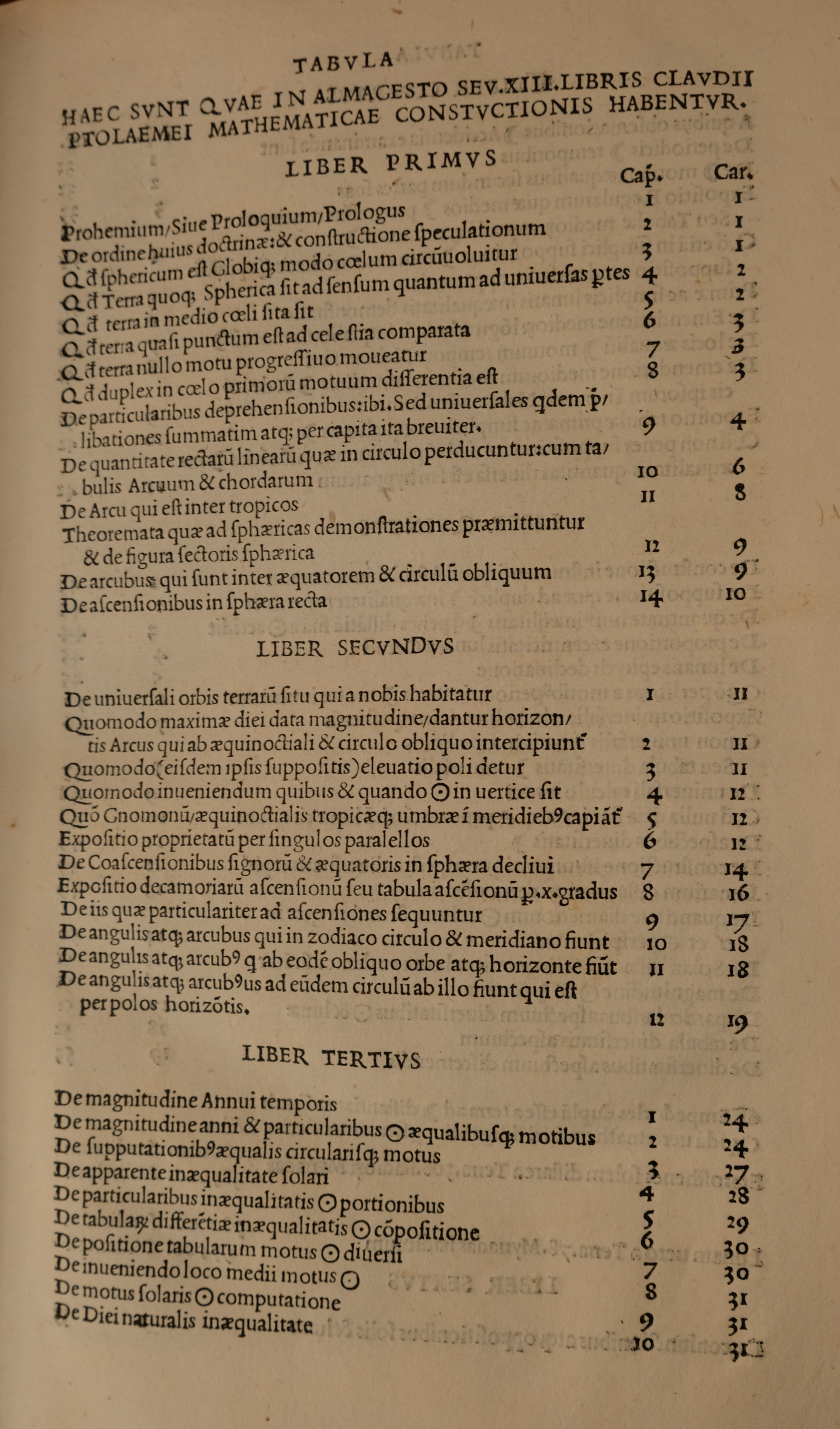
Зміст у примірнику "Альмагеста" 1528 року, перекладеного на латину з грецької Георгієм Трапезундським

### Книги "Альмагесту"
"Альмагест" складається з тринадцяти розділів, які називаються книгами. Як і у випадку з багатьма середньовічними рукописами, які копіювали вручну, існували значні відмінності між різними виданнями одного тексту. Нижче наведено приклад організації "Альмагесту" за латинським виданням, надрукованим Петрусом Ліхтенштейном 1515 року у Венеції.
- Книга I містить нарис космології Арістотеля: про сферичну форму небес із сферичною Землею, яка лежить нерухомо в центрі Всесвіту, з нерухомими зорями та різними планетами, що обертаються навколо Землі. Потім слідує пояснення хорд з таблицею хорд, спостереження нахилу екліптики (видимого шляху Сонця крізь зорі) і вступ до сферичної тригонометрії.
- Книга II охоплює проблеми, пов'язані з добовим рухом неба: сходи та заходи небесних об'єктів, тривалість світлового дня, визначення широти, точки, в яких Сонце стоїть вертикально, тіні гномона в рівнодення і сонцестояння, а також інші спостереження, які змінюються залежно від положення спостерігача. Також є вивчення кутів, які складає екліптика з вертикаллю, і відповідні таблиці.
- Книга III охоплює тривалість року та рух Сонця. Птолемей пояснює відкриття Гіппархом прецесії рівнодення й починає пояснювати теорію епіциклів.
- Книги IV і V охоплюють рух Місяця, місячний паралакс, рух місячного апогею, а також видимі розміри Сонця й Місяця та їхні відстані від Землі.
- Книга VI охоплює сонячні та місячні затемнення.
- Книги VII і VIII охоплюють рух нерухомих зір, зокрема прецесію рівнодення. Вони також містять зоряний каталог з 1022 зір, описаних за їхнім розташуванням у сузір’ях, а також екліптичними довготою та широтою.
- У книзі IX розглянуто загальні питання, пов'язані зі створенням моделей для п'яти планет, видимих неозброєним оком[en], і детально досліджений рух Меркурія.
- Книга X охоплює рух Венери та Марса.
- Книга XI охоплює рух Юпітера і Сатурна.
- Книга XII охоплює ретроградний рух, який відбувається, коли планети змінюють напрямок свого руху на тлі Зодіаку.
- Книга XIII охоплює рух по широті, тобто відхилення планет від екліптики. Остання тема цього розділу також розповідає про те, як визначити, коли планета вперше стає видимою після того, як вона була прихована сяйвом сонця, а також коли її востаннє видно перед тим, як вона сховається у сяйві Сонця.

### Космос Птолемея
Космологія "Альмагесту" включає п'ять основних пунктів, кожен з яких є предметом окремого розділу в книзі I:
- Небо є сферичним і рухається як сфера.
- Земля – куля.
- Земля знаходиться в центрі космосу.
- Земля мала у порівнянні з відстанню до нерухомих зір і може розглядатися як математична точка[12].
- Земля нерухома.